# Aetokthonotoxin
Aetokthonotoxin (AETX) ist eine chemische Verbindung aus der Stoffgruppe der Indolalkaloide und ein Neurotoxin.

## Darstellung
Ausgehend von Indolin und 5-Bromindol kann Aetokthonotoxin in einer fünfstufigen Totalsynthese dargestellt werden.
Zunächst wird Indolin mit Pyridiniumtribromid zum 5,7-Dibromindolin bromiert und dieses mit Wasserstoffperoxid und Natriumwolframat in die N-Hydroxylverbindung überführt, die ohne Zwischenisolierung mit Dimethylsulfat zum 5,7-Dibrom-1-methoxy-1H-indol methyliert wird. Mit Chlorsulfonylisocyanat wird anschließend  das 5,7-Dibrom-1-methoxy-1H-indol-3-carbonitril hergestellt. Die Umsetzung dieser Zwischenstufe mit 5‑Bromindol und Natriumhydrid führt in einer Michael-Addition zu einem Tribrombiindol, das abschließend mit N-Bromsuccinimid zu Aetokthonotoxin bromiert wird.

## Effekte

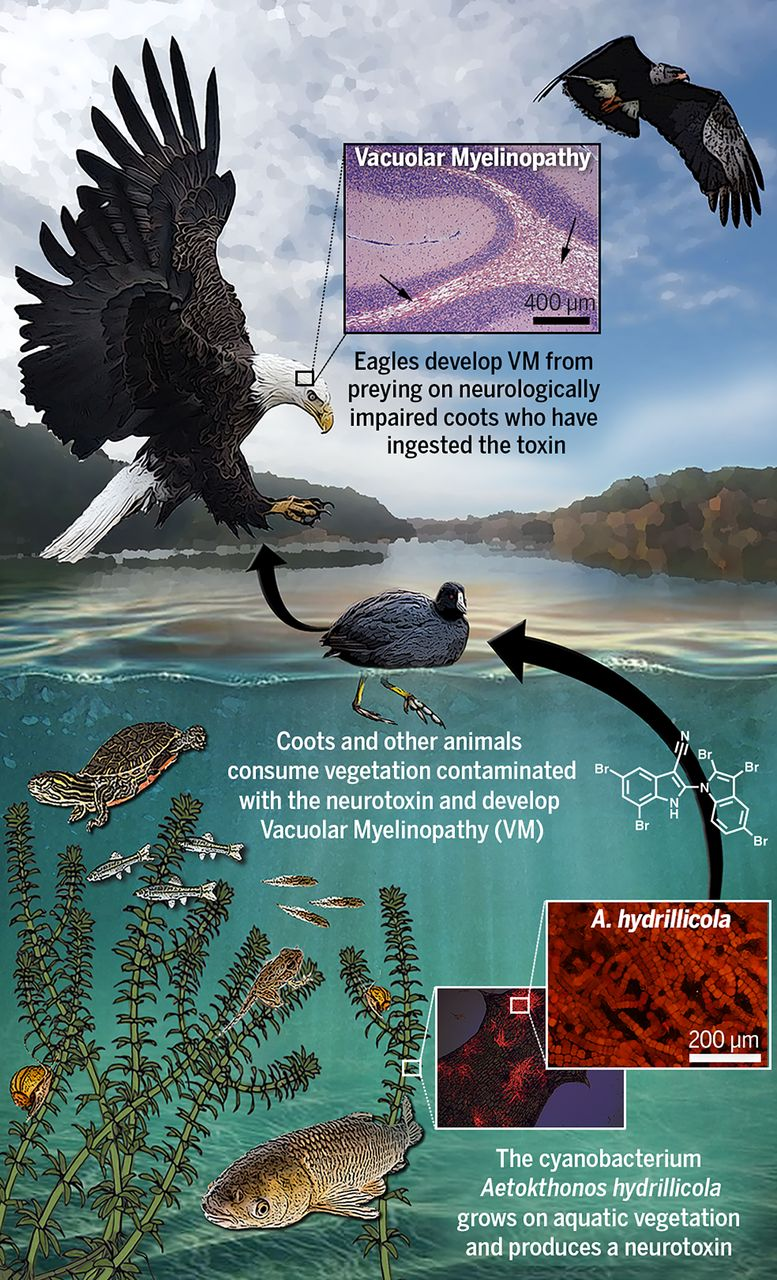

Das durch das Cyanobakterium Aetokthonos hydrillicola gebildete Neurotoxin verursacht eine Myelopathie mit Vakuolenbildung in der weißen Substanz des Gehirns (engl. Avian vacuolar myelinopathy ‚aviäre vakuoläre Myelinopathie‘). Die Krankheit wurde 1994 erstmals bei Weißkopfseeadlern diagnostiziert, das Toxin aber erst 2021 identifiziert. Da die Biosynthese von Aetokthonotoxin von der Verfügbarkeit von Bromid in Süßwassersystemen abhängt und ein Zusammenspiel zwischen dem toxinproduzierenden Cyanobakterium und der Wirtspflanze, Hydrilla verticillata, auf der es epiphytisch wächst, erfordert, dauerte es lange bis Aetokthonotoxin als das auslösende Toxin entdeckt wurde. Das Toxin reichert sich über die Nahrungskette an.